# بوگیوی شهراوساکا
بوگیوی شهراوساکا (به ژاپنی: 大阪町奉行، Osaka machi-bugyō)، مقام‌های شوگون‌سالاری توکوگاوا در دوره ادو ژاپن بودند.
انتصابات در این دفتر برجسته معمولاً  دایمیویی از  دایمیوهای فودای  بود، اما این یکی از پست‌های ارشد اداری بود که برای کسانی که دایمیو نبودند باز بود.